# Reprezentacja Izraela w koszykówce mężczyzn
Reprezentacja Izraela w koszykówce mężczyzn - drużyna, która reprezentuje Izrael w koszykówce mężczyzn. Za jej funkcjonowanie odpowiedzialny jest Izraelski Związek Koszykówki. Dwadzieścia pięć razy brała udział w Mistrzostwach Europy - zdobyła srebrny medal w 1979. Wystąpiła również dwukrotnie na Mistrzostwach Świata oraz raz na Igrzyskach Olimpijskich.

## Udział w imprezach międzynarodowych
- Igrzyska Olimpijskie
  - 1952 - 17. miejsce

- Mistrzostwa Świata
  - 1954 - 8. miejsce
  - 1986 - 7. miejsce

- Mistrzostwa Europy
  - 1953 - 5. miejsce
  - 1959 - 11. miejsce
  - 1961 - 11. miejsce
  - 1963 - 9. miejsce
  - 1965 - 6. miejsce
  - 1967 - 8. miejsce
  - 1969 - 11. miejsce
  - 1971 - 11. miejsce
  - 1973 - 7. miejsce
  - 1975 - 7. miejsce
  - 1977 - 5. miejsce
  - 1979 - 2. miejsce
  - 1981 - 6. miejsce
  - 1983 - 6. miejsce
  - 1985 - 9. miejsce
  - 1987 - 11. miejsce
  - 1993 - 15. miejsce
  - 1995 - 9. miejsce
  - 1997 - 9. miejsce
  - 1999 - 9. miejsce
  - 2001 - 10. miejsce
  - 2003 - 7. miejsce
  - 2005 - 9. miejsce
  - 2007 - 9. miejsce
  - 2009 - 15. miejsce
  - 2011 - 13. miejsce
  - 2013 - 21. miejsce